# 徐眉生
徐眉生（1901年5月—1992年4月18日），男，山东沂水人，中华人民共和国政治人物，曾任山东省政协副主席、九三学社中央委员会委员。